# 卡罗尔·莫斯利·布劳恩
卡罗尔·伊丽莎白·莫斯利·布劳恩（英語：Carol Elizabeth Moseley Braun，1947年8月16日—），别名莫斯利·布劳恩，美国外交官、政治家、律师，曾于1993年至1999年担任伊利诺伊州美国参议员。她创造了三项历史纪录：成为首位当选美国参议院议员的非裔女性、首位民主党非裔女性参议员，以及伊利诺伊州首位女性联邦参议员。
莫斯利于1979年至1988年担任伊利诺伊州众议院议员，后于1988年至1992年出任库克县契约登记官。1992年，莫斯利在民主党初选中击败时任参议员艾伦·J·迪克森，成功当选为联邦参议员。任期届满后，她在1998年的竞选中败给了共和党人彼得·菲茨杰拉德。
卸任参议员后，莫斯利于1999年至2001年间担任美国驻新西兰和萨摩亚大使。同时，她也是2004年美国总统大选的民主党提名候选人，但在爱荷华州党团会议前宣布退出竞选。2010年11月，她竞选接替即将退休的芝加哥市长理查德·迈克尔·戴利，最终在六名候选人中位列第四，败于拉姆·伊曼纽尔。2023年1月，她被时任美国总统拜登提名为美国非洲发展基金会董事会成员兼主席，并于2024年4月就职。

## 早年生活
卡罗尔·伊丽莎白·莫斯利出生于美国芝加哥。莫斯利就读于公立学校和教区学校。她在拉格尔斯学校读小学，后来就读于芝加哥的帕克高中（现为保罗·罗伯逊高中所在地）。她的父亲约瑟夫·J·莫斯利是一名芝加哥的警察（狱警），母亲埃德娜·A. 是一家医院的医疗技术员。
莫斯利一家住在芝加哥南区一个种族隔离的中产阶级社区。莫斯利的父母在她十几岁时离婚，因此她一直与祖母生活。
莫斯利在伊利诺伊大学香槟分校开始本科学习，但四个月后选择退学。随后，她在伊利诺伊大学芝加哥分校主修政治学，并于1969年毕业。1972年，莫斯利在芝加哥大学法学院获得法学博士学位。
莫斯利于1973年至1977年在美国芝加哥担任助理检察官。在此期间，她主要从事民法和上诉法领域的工作。她在住房、卫生政策和环境法方面的贡献为她赢得了司法部长特别成就奖。莫斯利在儿子出生后辞去了助理检察官的职务，短暂做了家庭主妇。随后，她被说服参选伊利诺伊州议员。

### 早期政治生涯
莫斯利于1978年首次当选公职，成为伊利诺伊州众议院议员，并成为该机构首位担任多数党助理领袖的非洲裔美国女性。作为州代表，她被公认为自由社会主义的坚定捍卫者。早在1984年，莫斯利便提出在伊利诺伊州废除死刑。在后来具有里程碑意义的选区重新划分案件“克罗斯比诉州选举委员会”中，莫斯利代表非洲裔及西班牙裔公民成功起诉了她所属的政党及伊利诺伊州政府。当她离开州议会时，同僚在一项决议中称她为“众议院的良心”。1988年，莫斯利当选库克县契约记录员，并在该职位上任职四年。

## 伊利诺伊州参议员期间

### 选举
1992年，时任民主党参议员艾伦·迪克森投票支持克拉伦斯·托马斯的提名，这一决定引发莫斯利的强烈不满，尽管安妮塔·希尔指控托马斯存在性骚扰行为，莫斯利仍决定在初选中挑战迪克森。她获得了芝加哥海德公园社区政治联盟的支持，该联盟此前曾助力哈罗德·华盛顿和杰西·杰克逊的竞选。民主党候选人艾伯特·霍菲尔德的竞选团队投放了大量反迪克森的广告，最终，莫斯利赢得民主党初选。1992年11月3日，莫斯利成功当选为美国首位非洲裔女性参议员，同时也是首位以民主党人身份当选的非洲裔美国参议员。

### 成就
莫斯利是美国历史上首位非洲裔女性参议员。她也是20世纪仅有的两位非洲裔美国参议员之一（另一位为共和党人爱德华·布鲁克）。此外，她还成为首位担任参议院财政委员会成员的女性。

### 任职期间
尽管布劳恩自称是自由派民主党人，但是她在经济问题上却有点保持中立。她投票支持1993年预算方案，但是反对1996年通过的福利改革法，但在其他许多问题上，她的立场表现得更加保守。布劳恩投票支持北美自由贸易协定(NAFTA)和诉讼改革措施，如私人证券诉讼改革案（她也是支持更具争议的1995年常识产品责任和法律改革法案的少数民主党人之一）。她还投票支持自由农业法案和1996年电信法案，她违背了党内更民粹主义派别的利益。她这么做就和她的伊利诺伊州同事民主党人保罗·西蒙一样，她投票支持美国宪法的平衡预算修正案。布劳恩还投票支持在内华达州建立核废料储存设施，此举遭到许多民主党人的强烈反对，尤其是未来的多数党领袖哈里·里德。
然而，在社会问题上，莫斯利的立场比许多参议员同事更加自由。她坚定支持堕胎权，投票反对禁止“部分分娩堕胎”及限制军事基地堕胎资金的法案。她还投票反对死刑，并支持枪支管制措施。此外，在1996年，她是仅有的14名反对《婚姻保护法》的参议员之一。
于1993年，联邦选举委员会对莫斯利展开了调查，调查原因是24.9万美元的竞选资金下落不明。该机构发现了一些小违规行为，但以资源不足为由没有对莫斯利采取任何行动。最终莫斯利只承认了记账错误。
1993年，女性不被允许穿裤装进入美国参议院。同年，莫斯利与芭芭拉·米库斯基公然无视这一规定，身着裤装进入参议院。不久之后，女性后勤人员也纷纷效仿她们。同年晚些时候，参议院警卫官玛莎·波普修改了这一规定，允许女性穿裤装进入参议院，但要求她们同时搭配夹克。
1993年，莫斯利说服了参议院司法委员会不要续签联邦女儿会的设计专利，因为该专利包含了修改联邦旗帜，这一举动引起了媒体的关注。这项专利已例行续签近一个世纪，尽管司法委员会不赞成，但参议院仍准备通过北卡罗来纳州参议员杰西·赫尔姆斯提出的一项决议，其中就包括一项授权延长联邦专利的条款。莫斯利还威胁要阻挠这项立法，“直到这个房间结冰”。她还向同事们呼吁，要重视邦联旗帜的象征意义，宣称“它在我们的现代、在这个机构、在我们的社会中没有立足之地”。参议院在莫斯利的论点的影响下，拒绝了联邦女儿会续签专利的申请。
1996年，莫斯利以私人身份前往尼日利亚，会见独裁者萨尼·阿巴查。尽管美国因阿巴查的行为对该国实施了制裁，但莫斯利既未向国务院通报，也未登记行程。随后，她在国会为阿巴查的人权记录辩护。她的前未婚夫科戈西·马修斯曾是尼日利亚政府的说客，并曾违反美国移民法加入她的竞选团队；马修斯后来离开美国。在竞选期间，莫斯利每月向南非籍的马修斯支付1.5万美元薪资。
1998年，乔治·威尔撰写专栏文章回顾了针对莫斯利的腐败指控。莫斯利回应了威尔的评论，称：“我认为因为他不能说‘Nigger’所以他说腐败”。她还将威尔比作三K党成员，表示：“我是发自内心地真诚地说：就我而言，他完全可以脱下他的兜帽，再戴上它”。后来，莫斯利为她的言论进行了道歉。

## 美国驻新西兰和萨摩亚大使期间
1999年10月8日，克林顿总统提名莫斯利担任美国驻新西兰和萨摩亚大使。她的提名遭到了老对手杰西·赫尔姆斯及击败她的参议员彼得·菲茨杰拉德的象征性反对，但参议院仍于1999年11月10日以96比2的投票结果批准了她的任命。她担任该职务直至2001年。

## 2004年总统竞选

### 探索委员会和活动启动
相关人士猜测，莫斯利正在为2004年的伊利诺伊州参议员选举做准备，以夺回她之前的参议员席位。然而，在2003年1月，莫斯利决定她不再竞选参议员。2003年2月18日，她在芝加哥大学法学院发表了演讲，宣布了她打算竞选民主党总统候选人的提名。莫斯利随后成立了一个总统竞选筹备委员会。在宣布这一消息的前几天，她首次在竞选季访问了新罕布什尔州、爱荷华州和南卡罗来纳州的初选和党团会议早期举行州。在她的宣布演讲中，她宣称：“是时候把‘仅限男性’的牌子从白宫门口拿下来了。”她加入了已经相当庞大的民主党提名候选人行列。
当她被问及她在探索委员会成立时获胜的前景时，莫斯利宣称：“我完全希望和期望这将是一次成功的努力。我正在竞选总统。我竞选不仅仅是为了成为另一个漂亮的面孔。”然而，许多人认为她的竞选机会很渺茫，许多人还认为这更像是一场虚荣的竞选活动，而不是为总统竞选而去认真努力。甚至有人猜测，她竞选是为了从阿尔·沙普顿的候选人资格中吸走黑人选民。
在这一探索阶段之后，她于2003年9月23日正式宣布参选。莫斯利的竞选活动最初有两个总部，一个在芝加哥，一个在华盛顿特区，后来合并为一个位于芝加哥的总部。

### 立场问题
到了2003年7月，莫斯利仍未发布任何详细的政策文件。《洛杉矶时报》的埃里克·斯莱特写道，在辩论和论坛期间，莫斯利并没有专注于政策，而是更多地参与与夏普顿和霍华德·迪恩等候选人的角逐，以显得自己是与时任共和党人乔治·W·布什形成最大反差的候选人。尽管缺乏政策文件，莫斯利确实在许多问题上表达了自己的立场。
莫斯利将她对单一支付者医疗体系的支持作为她竞选的标志性议题。她的建议是使用直接所得税来支付这一体系费用。她还提议将联邦医疗保险和医疗补助合并为一个统一的健康保险。在她发起探索性竞选时，她反对与伊拉克发生冷战，这场冷战最终在几个月后变成了伊拉克战争。伊拉克战争爆发后，她批评小布什总统发动战争的方式，认为这是对联合国的漠视，并批评美国国会“放弃其宪法职责”，允许布什参战。她还对不断上升的国家预算赤字表示担忧。她称自己是“鹰派和鸽派”，呼吁平衡国家的预算。她总体上反对布什政府在9/11事件之后采取的措施，认为他们的政策利用了美国人在袭击后的恐惧，实施“分裂极端议程”，并剥夺了公民自由。她特别批评了美国司法部长约翰·阿什克罗夫特扩大的执法权力。她认为美国应该通过解决恐怖主义的根本原因来打击恐怖主义，比如在失败国家内促进“稳定和机会”，否则这些国家可能会“为恐怖分子和极端分子提供肥沃的招募场所”。她承诺要重新赢得全球对美国的善意，恢复国际合作，她认为这些合作由于布什在 9/11 事件之后的行动而消失了。
莫斯利还呼吁撤销对儿童保护和教育经费的削减，并建议取消布什的减税政策、简化税收程序和消除任何鼓励企业将业务外包的企业漏洞来恢复以前的经费。她反对学校代金券计划，坚持认为这些计划剥夺了公立学校的资源。她认为需要增加州和联邦政府对公立学校的资助，以减轻地方税收的负担，并认为“纳税人为资助美国公立学校承担了不成比例的负担”。
莫斯利认为，美国应该将自己的定位实现《京都议定书》中的环境目标和主导力量，并应投资环境技术，以消除美国对化石燃料（包括外国石油）的依赖。她还反对在保护区开采石油，特别是阿拉斯加的一些地区。她还呼吁美国向世界贸易组织等国际自由贸易组织施加压力，使保护劳工权利、人权和环境标准成为各国参与国际贸易的先决条件。
莫斯利还反对任何形式的社会保障私有化，并支持增加个人退休账户（IRA）和养老金的可用性，以消除退休保障方面不公的现象。

### 竞选活动
莫斯利的竞选策略重点放在了希望在南卡罗来纳州初选中取得好的成绩。但是由于该初选历来黑人选民人数众多，因此这场比赛被视为对黑人对莫斯利参选热情的一次最有可能的考验。莫斯利是2004年民主党总统候选人提名仅有的两位主要黑人候选人之一，另一位是阿尔·夏普顿。莫斯利也是2004年民主党总统初选中唯一重要的女性候选人。莫斯利的竞选团队最终将精力集中在非裔美国人和女性选票上，他们认为这是莫斯利·布劳恩的支持基础。
2003年11月中旬，莫斯利聘请帕特里夏·艾尔兰担任其竞选团队的经理。
莫斯利在初选的民意调查中支持率从未超过个位数。她还未能获得预定的州初选和党团会议的选票。2004年1月15日，在华盛顿特区初选中令人失望地获得第三名后，莫斯利在爱荷华州党团会议的前四天宣布退出竞选，并支持霍华德·迪恩参选。莫斯利退出前不久，她的竞选经理帕特里夏·艾尔兰公开承认她不再相信莫斯利有机会获得民主党提名。莫斯利退出竞选时，美联社的罗恩·福尼耶写道：“除了在总统辩论中表现突出外，她没有给竞选带来任何影响，之后就退出了竞选。”

## 2011年芝加哥市长竞选
2010年11月，在芝加哥市长理查德·戴利宣布不会连任后，莫斯利当即宣布她将在2011年参加竞选芝加哥市长。2011年初，两位潜在的强大非裔美国人候选人——美国众议员丹尼·戴维斯和州参议员詹姆斯·米克斯——退出了竞选，并支持莫斯利，使她成为所谓的共识黑人候选人。此前，莫斯利与其他两位候选人进行了讨论，最终决定，莫斯利作为前美国参议员、大使和总统候选人，将是三位候选人中最强的。莫斯利很有可能成为市长。然而，一系列的丑闻和失误导致她在选举中仅仅名列第四。

### 资金问题
莫斯利在竞选过程中遇到了一些困难，包括缺乏资金。她筹集了大约70.5万美元，然而拉姆·伊曼纽尔筹集了超过1500万美元。虽然被称为“共识”非洲裔美国人候选人，但她并没有从非洲裔美国政治家和社区领袖那里获得太多资金支持，其中许多人转而支持拉姆·伊曼纽尔。只有少数城市非洲裔美国商界领袖（艾尔齐·希金博顿和小约翰·W·罗杰斯）为她的竞选活动进行捐款。她还从国会议员鲍比·拉什那里拿到了2.5万美元。但是由于缺乏资金，莫斯利只播出了一个电视广告，并在竞选后期发放。非裔美国政治家和社区领袖也没有为莫斯利的竞选活动提供非财务援助。莫斯利的竞选活动也没有得到工会的支持。莫斯利因为接受已经捐款5,000美元最高限额的个人捐款而受到批评。

### 学校与毒品问题与内部问题
莫斯利的竞选活动管理不妥。莫斯利的竞选组织内部存在冲突。她的候选资格也受到这些行为的困扰，包括错过采访以及无法对过去的财务问题提供充分解释。然而，最严重的失败出现在2011年1月30日的一场辩论中，当时莫斯利指责另一位候选人帕特里夏·范佩尔特·沃特金斯“沉迷于可卡因”长达20年。范佩尔特·沃特金斯曾经吸食可卡因，但已经戒毒30年了。对于范佩尔特·沃特金斯的这次攻击适得其反，对莫斯利自己的候选资格不利。布劳恩的竞选团队从未获得过太大的支持，在她发起这次攻击后，她的支持率开始下降，许多以前的支持者转而支持伊曼纽尔。
莫斯利在竞选期间反对让芝加哥市设立民选学校董事会。莫斯利批评了领跑者伊曼纽尔的税收提案，她认为这些提案不会帮助较贫穷的芝加哥人。她还指责伊曼纽尔多次投票反对国会黑人核心小组提出的帮助低收入家庭的提案。在竞选期间，布劳恩还强调了她的政府经验以及她与芝加哥黑人社区的联系。
最终在2011年2月22日，莫斯利在六位候选人中排名第四，获得大约9%的选票。她在认输的演讲中表示，她年轻的侄女可能成为芝加哥第一位女市长，尽管简·伯恩已经担任过芝加哥第一位女市长。

## 领域之外的工作
2005年，莫斯利创立了一家名为Good Food Organics的有机产品公司。Good Food Organics是Ambassador Organics的母公司。截至2019年，该公司已不复存在。

## 个人生活
1998 年 9 月，劳伦·凯·瓦伦丁申请将自己的名字改为"卡罗尔·莫斯利·布劳恩"瓦伦丁称这位前参议员是她的英雄，并且她承诺不会“玷污这个名字”。同年 12 月，瓦伦丁又将自己的名字作为芝加哥第 37 区市议员候选人。选举前，巡回法院法官撤销了改名决定，迫使瓦伦丁改回原来的名字。瓦伦丁后来被裁定没有资格参选，因为她当时因为改名而不是登记选民。
2007 年 4 月，一名劫匪从莫斯利家门口附近的灌木丛中突然出现，准备抢劫莫斯利的钱包，这一事件导致莫斯利手腕骨折，莫斯利后来在医院接受治疗并出院，随后一名男子被指控犯有该罪行，并于 2008 年 7 月 11 日被判处 20 年监禁。
2012 年 10 月，莫斯利因为财务问题成为头条新闻，有消息称她的房子被取消赎回权，而且她一年多来一直没有支付任何抵押贷款。在被赶出家门之前，她以比她仍欠的抵押贷款金额少约 20 万美元的价格卖掉了自己的房子。

## 选举历史

### 1988年库克县档案登记官选举
- 民主党初选
  - 卡罗尔·莫斯利·布朗：424,480票（78.05%）
  - 谢拉·A·琼斯：119,372票（21.95%）
  - 总票数：543,852
- 大选
  - 卡罗尔·莫斯利·布朗（民主党）：1,020,805票（54.32%）
  - 伯纳德·L·斯通（共和党）：795,540票（42.33%）
  - 爱德华·M·沃伊科夫斯基（团结党）：62,968票（3.35%）
  - 总票数：1,879,313[1][2]

### 1992年伊利诺伊州联邦参议员选举
- 民主党初选
  - 卡罗尔·莫斯利·布朗：557,694票（38.3%）
  - 艾伦·J·迪克森（现任）：504,077票（34.6%）
  - 阿尔伯特·霍菲尔德：394,497票（27.1%）
  - 总票数：1,456,268
- 大选
  - 卡罗尔·莫斯利·布朗（民主党）：2,631,229票（53.27%）
  - 理查德·威廉姆森（共和党）：2,126,833票（43.06%）[3][4]

### 1998年伊利诺伊州联邦参议员选举
- 民主党初选
  - 卡罗尔·莫斯利·布朗（现任）：666,419票（100%）
  - 总票数：666,419[5]
- 大选
  - 彼得·菲茨杰拉德（共和党）：1,709,041票（50.35%）
  - 卡罗尔·莫斯利·布朗（民主党）：1,610,496票（47.44%）
  - 唐·托格森（改革党）：74,704票（2.20%）
  - 雷蒙德·斯托克勒（美国纳税人党）：280票（0.01%）
  - 总票数：3,394,521[5]

### 2004年民主党总统初选（哥伦比亚特区）
- 霍华德·迪恩：18,132票（42.65%）
- 阿尔·夏普顿：14,639票（34.43%）
- 卡罗尔·莫斯利·布朗：4,924票（11.58%）
- 丹尼斯·库辛尼奇：3,481票（8.19%）
- 其他候选人：1,340票（3.15%）

### 2011年芝加哥市长选举
- 拉姆·伊曼纽尔：326,331票（55.27%）
- 盖里·奇科：141,228票（23.92%）
- 米格尔·德尔瓦耶：54,689票（9.26%）
- 卡罗尔·莫斯利·布朗：53,062票（8.99%）
- 帕特丽夏·范·佩尔特·沃特金斯：9,704票（1.64%）
- 威廉·沃尔斯三世：5,343票（0.90%）
- 写入候选人：34票（0.01%）
- 总投票数：590,391
- 投票率：41.99%

## 选举引证
1. ↑   (报告). US Geological Survey. 1987  [2025-04-08].
2. ↑   (报告). US Geological Survey. 1987  [2025-04-08].
3. ↑  , United Nations: 1–138, 2024-12-02  [2025-04-08], ISBN 978-92-1-005403-4
4. ↑  , CQ Press: 113–122, 2020  [2025-04-08]
5. 1 2  , CQ Press: 69–96, 2020  [2025-04-08]